# ماریا مانسینا
ماریا میخائلونا مانِسینا، همچنین به عنوان ماری دِ ماناسین، یک عصب‌شناس بود که در زمینه محرومیت از خواب تخصص داشت. او در سال ۱۸۴۱ در کورکونوا متولد شد، در ۱۷ مارس ۱۹۰۳ در سن پترزبورگ درگذشت و در قبرستان نوودویتسی به خاک سپرده شد. پدر مانِسینا، میخائیل کورکونوف، مورخ و برادرش، نیکولای کورکونوف، فیلسوف و استادش پروفسور ایوان ترخانوف بود.
آناسینا یکی از اولین زنانی بود که در امپراتوری روسیه موفق به اخذ مدرک پزشکی شد. او ابتدا گواهی ویژه‌ای دریافت کرد که به او عنوان «پزشک زن» اعطا می‌کرد و بعداً موفق به اخذ مدرک رسمی پزشکی شد. امروزه او به عنوان یک متخصص برجسته علوم اعصاب در زمینه شیمی-فیزیولوژی و پیشگام در زمینه سومنولوژی (مطالعه خواب یا علم خواب) و بیوشیمی شناخته می‌شود. او مقالات متعددی به زبان‌های فرانسوی، روسی و آلمانی با نام‌های مختلف منتشر کرد: ماری دو مانسین، ماریا مانسینا، یا ماری فون مانسین. گاهی نیز به اشتباه از او به عنوان یک پزشک مرد یاد می‌شد.

## زندگی شخصی
هنگامی که مانسینا هنوز دانشجو بود، با دانشجوی دیگری به نام آقای پونیاتوفسکی ازدواج کرد. آن‌ها هر دو در حلقه‌های انقلابی نارودنیکی مشارکت داشتند. جنبش نارودنیکی نوعی سوسیالیسم بود که بر اساس واحدهای اقتصادی خودمختار شکل گرفته بود؛ چندین شهر با هم متحد می‌شدند تا نوعی فدراسیون ایجاد کنند و جایگزین دولت شوند.
با این حال، او در بزرگسالی به شدت ضدانقلابی شد. او به وزارت آموزش‌وپرورش تحقیقات، اطلاعاتی دربارهٔ نحوه کنترل و سرکوب اعتراضات دانشجویی و فعالیت‌های انقلابی ارائه می‌داد. علاوه بر این، او به‌طور عمومی وفاداری خود را به دولت تزاری اعلام کرد.
پونیاتوفسکی، شوهر اول او، دستگیر شد و در تبعید سیاسی درگذشت. مانسینا در سال ۱۸۵۶ با ویاچسلاو آوکسنتیویچ مانسین، مردی مشهور در زمینه پزشکی در روسیه ازدواج کرد.

## دستاوردهای علمی

### علوم اعصاب
برجسته‌ترین مشارکت ماناسینا در زمینه علوم اعصاب، تحقیق او در مورد محرومیت از خواب بود. او یکی از اولین دانشمندانی قلمداد می‌شود که اعلام کرد در هنگام خواب مغز فعال است.
برای انجام این تحقیق، او در کنار پروفسور ایوان رومانوویچ تارخانوف، که او نیز به اختلالات خواب علاقه‌مند بود، کار کرد. آن‌ها ده توله سگ (دو تا چهارماهه) را با نگه داشتن آن‌ها در حالت فعالیت دائمی، در وضعیت بی‌خوابی دائمی قرار دادند. این توله‌سگ‌ها قبلاً به خوبی تغذیه شده و مراقبت شده بودند؛ با این حال، محرومیت از خواب پس از چهار تا پنج روز کشنده بود و منجر به مرگ همه توله‌سگ‌ها شد. از سوی دیگر آنها در یک نمونه کنترل، توله‌سگ‌های دیگری را از غذا محروم کردند. حتی پس از ۲۰ تا ۲۵ روز گرسنگی، آن‌ها زنده بودند و می‌توانستند در صورت تغذیه مجدد به وضعیت سالم بازگردند. این نتایج به وضوح اهمیت خواب برای حفظ زندگی را نشان داد و اینکه محرومیت از خواب سریع‌تر از محرومیت از مواد مغذی منجر به مرگ می‌شود. تحقیقات بیشتر نشان داد که اثرات محرومیت از خواب در توله‌سگ‌ها شامل کاهش چهار تا شش درجه‌ای دمای بدن، که نشان‌دهنده توقف سیستم هموستاز و همچنین کاهش تعداد گلبول‌های قرمز خون، خونریزی‌های موضعی در مغز، اختلال در گانگلیون‌های مغزی و غیره می‌شد.
در سال ۱۸۹۶، روانشناسان آمریکایی جورج تی دبلیو پاتریک و جی آلن گیلبرت اولین آزمایش محرومیت از خواب را بر روی انسان انجام دادند. در سال ۱۸۹۸، محققین ایتالیایی، لامبرتو دادی و جولیو تاروزی و چزاره آگوستینی به‌طور جداگانه، یافته‌های مانسینا را با انجام تجزیه و تحلیل‌های هیستوپاتولوژیک و آناتومیک دقیق از مغز توله سگ‌ها توسعه دادند.

## برای مطالعه
- Kovalzon V.M. A portrait of Maria Manasseina, pioneer sleep scientist. // SRS Bulletin. 2009. V. 15. No.2. P. 27–28.
- Kovalzon V.M. Some notes on the biography of Maria Manasseina. // J. Hist. Neurosci. 2009. V. 18. No.3. P. 312–319.